# 카라코람산맥
카라코람산맥(중국어: 喀喇昆仑山脉, 우르두어: سلسلہ کوہ قراقرم)은 대 히말라야산맥의 일부분으로 파키스탄과 인도, 중국 국경지대의 고산 지대를 통칭하기도 한다. 카라코람은 튀르키예어로 '검은 자갈밭'을 의미하는데, 지형이 험준하고 빙하와 잡석으로 이루어져 있어 유럽의 탐험대도 19세기 초에야 겨우 접근할 수 있었다.
카슈미르 지방 북부에 위치해 있으며 남쪽에는 인더스강을 사이에 끼고 서부 히말라야가, 서쪽 및 서남쪽에는 파키스탄을 사이에 끼고 서부 힌두쿠시산맥이, 북쪽에는 투르크스탄, 동쪽에는 중국의 신장 웨이우얼 자치구가 있다. 세계 제2의 K2를 비롯해서 가셔브룸 1봉, 가셔브룸 2봉, 브로드피크산 등 8,000m급의 준령이 솟아 있다. 남쪽에는 발토로, 비아포, 초골그마, 히스파 등 수십km 에 걸치는 대빙하가 있다.

## K2
|                                      |
| 중국 측에서 본 K2의 북쪽(north side) |

## 카라코람산맥
|                                                                         |
| 카라코람산맥(지도의 "Karakorum")이 지도의 가운데 아래쪽에 표시되어 있다 |

천산산맥(Tien Shan)과 쿤룬산맥(Kunlun Shan)아래로 카라코람산맥(Karakorum mountains) 및 K2와 가셔브룸 1봉이 위치한다.

## 아시아 지도
| 가잔 열도갠지스강고다바리강고비 사막나일강류큐 열도남중국해노르웨이해뉴기니섬네푸드 사막다싱안링산맥다뉴브강동시베리아해동중국해동해둥베이 · 평원랍테프해룹알할리 사막레나강마다가스카르섬마리아나 제도마르마라해말레이반도메콩강몰디브 제도몽골고원바렌츠해바이칼호바탄 제도발리섬발트해발하시호백해베링해벵골만보르네오섬북극해북해볼가강북드비나강브라마푸트라강사할린섬샤오싱안링산맥세이셸 군도소코트라섬수마트라섬술라웨시섬스리랑카섬스칸디나비아반도스타노보이산맥스프래틀리 군도시나이반도새머리싱가포르섬아나톨리아아덴만아라비아반도아라비아해아라푸라해아랄해아무르강아조프해아프리카의 뿔안다만 제도알타이산맥알류샨 열도에게해예니세이강오가사와라 제도오만만오비강오스트레일리아오호츠크해우랄강우랄산맥유프라테스강이란고원인더스강인도 아대륙인디기르카강인도양 (북부)인도차이나반도일본 열도자와섬주강장강치롄산맥카라해카라코람카스피해캄차카반도캅카스산맥캐롤라인 · 제도콜리마강쿠릴 열도쿤룬산맥크리스마스섬타이만대만타클라마칸 사막북태평양톈산산맥통킹만티그리스강티모르섬티베트고원파라셀 제도파미르페르시아만페초라강프라타스섬필리핀 제도필리핀해하이난한반도항가이산맥호르무즈홋카이도홍해화베이 · 평원황하황해흑해히말라야산맥힌두스탄 · 평원힌두쿠시class=notpageimage\| 아시아의 주요 지리 |

## 같이 보기
- 카라코람 하이웨이